# جائحة فيروس كورونا في جنوب السودان
توثق هذه المقالة آثار جائحة فيروس كورونا 2019-2020 في جنوب السودان، وقد لا تتضمن جميع الاستجابات والتدابير والإجراءات الرئيسية حتى الآن.

## خلفية
في 12 يناير 2020، أكدت منظمة الصحة العالمية (WHO) أن فيروس تاجي جديد كان سببًا لمرض تنفسي لمجموعة من الأشخاص في مدينة ووهان، مقاطعة خوبي، الصين، والذين كانوا قد لفتوا انتباه منظمة الصحة العالمية في البداية في 31 ديسمبر 2019. رُبطت هذه المجموعة في البداية بسوق هوانان للمأكولات البحرية بالجملة في مدينة ووهان. ومع ذلك، فإن بعض الحالات الأولى التي أظهرت نتائج مختبرية لا صلة لها بالسوق، فمصدر الوباء غير معروف.
على عكس السارس لعام 2003، كانت نسبة إماتة الحالات لـ كوفيد-19  أقل بكثير، لكن انتقال العدوى كان أكبر بكثير، مع إجمالي عدد الوفيات. عادة ما يظهر كوفيد-19 في حوالي سبعة أيام بأعراض شبيهة بالإنفلونزا يُظهرها بعض الأشخاص حيث تتطور إلى أعراض الالتهاب الرئوي الفيروسي الذي يتطلب الدخول إلى المستشفى. اعتبارًا من 19 مارس، أصبح كوفيد-19 يُصنف على أنه «مرض معدي عالي الأثر».

## الجدول الزمني

### أبريل 2020
في 5 أبريل 2020، أُكدت أول حالة لـ كوفيد-19 في البلاد في مريض يبلغ من العمر 29 عامًا، وهو عامل في الأمم المتحدة وصل في 28 فبراير من هولندا  عبر إثيوبيا. وبذلك أصبح جنوب السودان الدولة الإفريقية الحادية والخمسين (من أصل 54) التي تؤكد حالة. تم وضع المريض في الحجر الصحي في منشأة تابعة للأمم المتحدة وتم بذل جهود متابعة مخالطي المرضى.
في 7 أبريل 2020، أكدت الحالة الثانية لكوفيد-19، كانت المريضة عاملة أخرى في الأمم المتحدة، تبلغ من العمر 53 سنة، وصلت من نيروبي في 23 مارس وحُجزت ذاتياً.
يبلغ عدد سكان جنوب السودان 11 مليون نسمة، ولكن لديها أربعة أجهزة تنفس اصطناعي فقط.

## جهود الوقاية
في 14 مارس 2020، أوقف جنوب السودان رحلاته إلى الدول المتضررة من الفيروس التاجي.
في 20 مارس 2020، تم تعليق الفصول الدراسية في جميع المدارس والجامعات حتى 19 أبريل، وأمر نائب الرئيس حسين عبد الباقي بتعليق التجمعات الرياضية والاجتماعية والسياسية والدينية لمدة 6 أسابيع. وأعقب ذلك حظر التجول الليلي في 25 مارس من الساعة 8 مساءً حتى 6 صباحًا 
في 27 مارس، فر حوالي 500 شخص في الحجر الصحي من السودان في الرنك، مما أدى إلى وضعهم في شمال ولاية أعالي النيل تحت الحجر لمدة 14 يومًا.
اعتبارًا من 25 مارس 2020، بعد وصول الفيروس التاجي إلى مالي، حتى 5 أبريل 2020، كان جنوب السودان أكبر دولة من حيث المساحة دون أي حالات مؤكدة من كوفيد-19.